# B.R. Stylers
I B.R. Stylers sono stati un gruppo reggae dub di Pordenone, attivo dalla primavera del 2000 fino al 2011.

## Storia del gruppo
La prima apparizione dal vivo della band avviene al Rototom Reggae Sunsplash nell'estate del 2001, partecipando anche alla compilation Rototom Sunsplash Vol. 1 - Ital Reggae con il brano Don't Sleep.
Le esibizioni dal vivo portano i B.R. Stylers a suonare in festival e club in Italia, Slovenia, Croazia, Germania e Polonia, portando il gruppo a condividere il palco con artisti come Zion Train, Revolutionary Dub Warriors, Jah Free, Mad Professor, Lee "Scratch" Perry, Horace Andy, Africa Unite e Adrian Sherwood.
Nel dicembre 2002 esce il primo album Dub Resonance per l'etichetta indipendente slovena Vinylmania Records.
All'inizio del 2003 il brano One island dub contenuto nello stesso album viene scelto, remixato ed inserito nel disco Spirit of The Ancients del combo dub londinese Alpha & Omega. 
Nel 2005 esce Dubbing From The Earth, anticipato nell'estate 2004 dall' EP Over This Place, registrato, scritto e arrangiato dai B.R. Stylers al Dub Alchemy studio di S. Martino di Campagna (Pordenone) e mixato da Madaski al Dub The Demon di Luserna S. Giovanni (Torino). All'album partecipano Jah Free, Prince Alla, Vibronics e Dubital.
Nel 2006 Paolo Baldini entra ufficialmente nella nuova formazione degli Africa Unite come co-produttore e bassista. L'album Controlli ospita la voce di Michela Grena nel brano Watch Out e i B.R. Stylers aprono molte date del Controlli Tour.
Nell'inverno 2008 è iniziata la produzione del nuovo album, uscito nell'aprile 2009 per l'etichetta Alambic Conspiracy.
Tutti i dischi dei B.R. Stylers sono liberamente scaricabili dal sito ufficiale del gruppo.

## Formazione
La formazione attuale vede:
- Michela Grena: voce
- Paolo Baldini: basso
- GP Ennas: batteria
- Filippo Buresta: tastiere
- Manuel Tomba: mixer
- Rosa Brunello: additional bass player

## Discografia

### Album
- 2002 - Dub Resonance (Vinylmania Records)
- 2005 - Dubbing From The Earth (Alternative - Venus)
- 2009 - Indubstria (Alambic Conspiracy)
- 2020 - In Dub (Echo Beach Lifefidelity)

### EP
- 2004 - Over This Place (Vinylmania Records)

### Compilation
- 2000 - Rototom Sunsplash Vol. 1 - Ital Reggae con il brano "Don't Sleep"
- 2001 - Suitable#2 con il brano "Inna Fusion"
- 2002 - Sushi Dub con il brano "Inna Fusion Step Mix"
- 2003 - Alpha & Omega - Spirit of the Ancients con il brano "No More Sadness"
- 2007 - 4 Riddims 4 Unity con il brano "Only One Indication"
- 2008 - Dub Community con il brano "Jah Plan"